# بين برايت
بين برايت (بالإنجليزية: Ben Bright)‏ هو تريثلت نيوزيلندي، ولد في 12 يوليو 1974 في Waiuku ‏ في نيوزيلندا.

## وصلات خارجية
- بين برايت على موقع اتحاد الترياتلون الدولي (الإنجليزية)
- بين برايت على موقع أوليمبيديا (الإنجليزية)